# Бледно-окрашенный ткачик-фоди
Бледно-окрашенный ткачик-фоди (лат. Foudia delloni) — вымерший вид птиц из семейства ткачиковых. Был эндемиком Реюньона.

## Таксономия

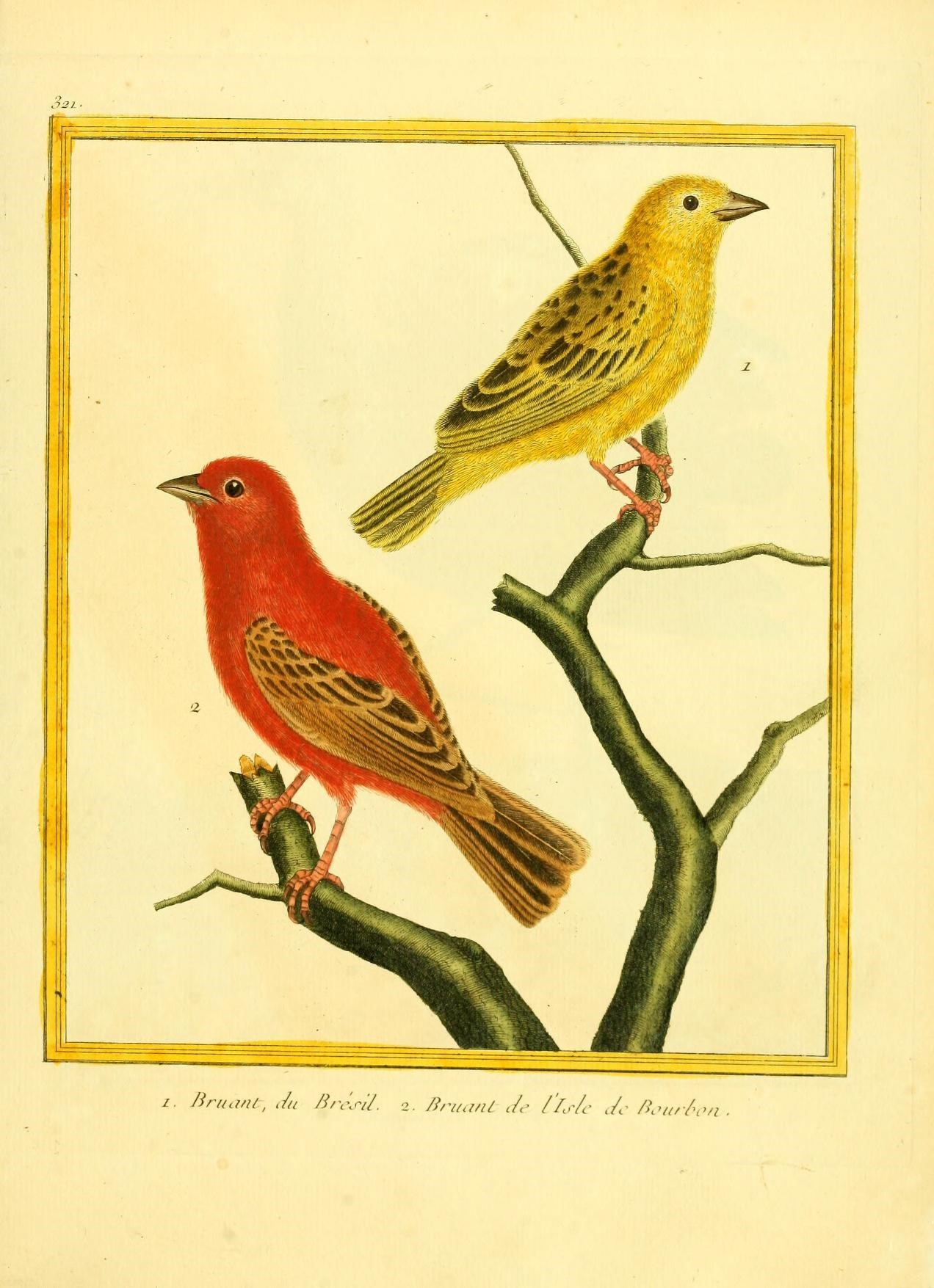
Лист 1765 года, на котором изображена Foudia bruante (внизу), которая, однако, может представлять из себя цветовую морфу красного фуди

Эти известные только по сообщениям XVII века птицы были формально описаны в книге Lost Land of the Dodo в 2008.

## Описание
Эти птицы были размером примерно с домового воробья. Голова, шея, горло и нижние части крыльев самца в брачном наряде были ярко-красными, спинка и хвост коричневыми, а брюхо — бледным. Головы самок и молодых самцов были окрашены в коричневый цвет, шея и крылья в красный, горло — в бледно-коричневый.

## Вымирание
Однажды этих птиц описали как вредителей, уничтожающих весь урожай. Последний раз представителей вида наблюдали вскоре после 1672 года. Причиной вымирания могло стать хищничество со стороны крыс.